# Cleisostoma fissicors
Cleisostoma fissicors là một loài thực vật có hoa trong họ Lan. Loài này được (Ridl.) Seidenf. & J.J.Wood mô tả khoa học đầu tiên năm 1992.